# رمبو (بازی ویدئویی ۱۹۸۵)
«رمبو» (انگلیسی: Rambo) یک بازی ویدئویی است که توسط اوشین سافتور در سال ۱۹۸۵ برای پلت‌فرم‌های اسپکتروم و آمستراد سی‌پی‌سی منتشر شده‌است.